# Енотаевка (река)
Енотаевка — река в Астраханской области, правый проток Волги. Отделяется от волжской протоки Воложка чуть южнее села Фёдоровка.
Длина — 70 км. Устье расположено в 188 км от устья Волги. Высота истока — 23 м ниже уровня моря, 
высота устья — 25 м ниже уровня моря. Уклон реки — 0,028 м/км.
На реке расположены сёла Ивановка, Николаевка, Енотаевка, Владимировка, Косика, Восток, Ленино, посёлок Промысловый.